# Дике, Фатима
Фатима Дайк, известная как Фаттс Дике (род. 13 сентября 1948 года) — южноафриканский драматург и театральный режиссёр..
После написания пьесы «Жертвоприношения Крели» в 1976 году она стала первой чернокожей южноафриканской женщиной-драматургом.

## Ранние годы
Фатима Дайк родилась в Ланге, Кейптаун, 13 сентября 1948 года. Город страдал от перенаселения. Он был небольшой общиной, где все семьи знали друг друга.
Получала образование в церковных школах Ланги, пока в 1950-х годах власть их не закрыла. Позднее её отправили учиться в школу-интернат ирландских монахинь в Рустенбурге. После завершения учёбы Фатима работала в разных местах: мясной лавке, книжном магазине и супермаркете.

Её отец умер, когда ей было семь. У Фатимы было несколько братьев и сестер. Её брат Смики был зарезан возле дома в 1970 году. Ещё одного брата Фатимы зарезали на работе. Он работал с одной из сестер на станции техобслуживания. Из их большой семьи остались только три девочки. Фатима очень болезненно пережила все события. 
«Когда все мои сестры и братья скончались, я чувствовала себя так, словно отняли моих товарищей и защитников». 

## Карьера
В 1972 году Фатима записалась волонтером в межнациональном космическом театре в Кейптауне, где ей предложили написать пьесу «Жертвоприношение Крели» о короле, который под страхом тюремного заключения отправляется в изгнание, а не покоряется англичанам.
Её страсть — чёрный театр, театр протеста и борьбы. Когда Фатима росла, она поняла, что есть разница между черными людьми и белыми. Причина, по которой люди оказались в такой ситуации с точки зрения языка, то, что во время протестного театра, они пытались донести послание до угнетателя. Целью Фатимы, которая захватила бы зрителей и заставила их задуматься, о том, что происходило.
16 июля 1976 года, она со своими коллегами открыла спектакль в Космическом театре. 
«Крели — это что-то вроде ключа, который открыл мне дверь. Это научило меня тому, что нужно было знать вещи, которые теперь передаются лучшим драматургам, которых я наставляю, которые родом из городка, у которых никогда не было возможности научиться писать».
С 1979 по 1983 год она жила в США, была участником писательской конференции в Университете Айовы и работала с театральными коллективами Нью-Йорка. Обучалась на курсах в Нью-Йоркском университете и записалась в класс драматургии Эда Буллинза, но он не принял Фатиму, сказав, что у неё слишком много опыта.

## Успех
В 2014 году Фатиме пришло электронное письмо с сообщением, что она получила театральную премию «Наледи». Дайк была очень счастлива приобрести награду за жизненные достижения на данном этапе.
Фаттс является членом Духовного университета «Брахма Кумарис», этот аспект жизни помог ей обрести мир с перенесенной травмой.

## Личная жизнь
Первого ребёнка Фатимы звали Мпхо, он был известен как Сет. Он был очень добрым и мягким человеком. Сет скончался в 1998 году, в возрасте 29 лет. Он был застрелен грабителями, которые залезли через кухонное окно и украли около 63 предметов. Это было болезненное осознание, которое она не хотела принимать.
Смерть сына дала понять Фатиме, что у жизни есть начало и конец. Дайк не хочет никаких незавершенных дел в своей семье.

## Пьесы
- Жертвоприношение Крели, 1976 г. (на языке коса и на английском)
- Первый южноафриканец, 1977 г.
- Коварная черепаха, 1978 г.
- Стеклянный дом, 1979 г.
- Так что нового?, 1991 г.
- Streetwalking and Company Valet Service, 2000 г.